# Melinia
Melinia es un género de plantas fanerógamas de la familia Apocynaceae.  Es originario de América del Sur. Comprende 20 especies descritas y de estas, solo 2 aceptadas.

## Taxonomía
El género fue descrito por Joseph Decaisne y publicado en Prodromus Systematis Naturalis Regni Vegetabilis 8: 588–589. 1844.

## Especies aceptadas
A continuación se brinda un listado de las especies del género Melinia aceptadas hasta octubre de 2013, ordenadas alfabéticamente. Para cada una se indica el nombre binomial seguido del autor, abreviado según las convenciones y usos. 
- Melinia eichleri (E. Fourn.) K. Schum.
- Melinia peruviana Schltr.